# 波库尔
波库尔（法語：Paucourt，法語發音：[pokuʁ]）是法国卢瓦雷省的一个市镇，位于该省东北部，属于蒙塔日区。

## 地理
波库尔（48°2'9"N, 2°47'39"E）面积20.2 平方千米，位于法国中央-卢瓦尔河谷大区卢瓦雷省，该省份为法国中北部省份，北起埃松省，西北接厄尔-卢瓦省，西南接卢瓦-谢尔省，南至涅夫勒省和谢尔省，东临约讷省，东北接塞纳-马恩省。
与波库尔接壤的市镇（或旧市镇、城区）包括：加蒂奈地区费里耶尔、阿米伊、瑟普瓦、卢万河畔沙莱特、拉沙佩勒圣塞皮尔克尔、卢万河畔丰特奈、格里塞勒。

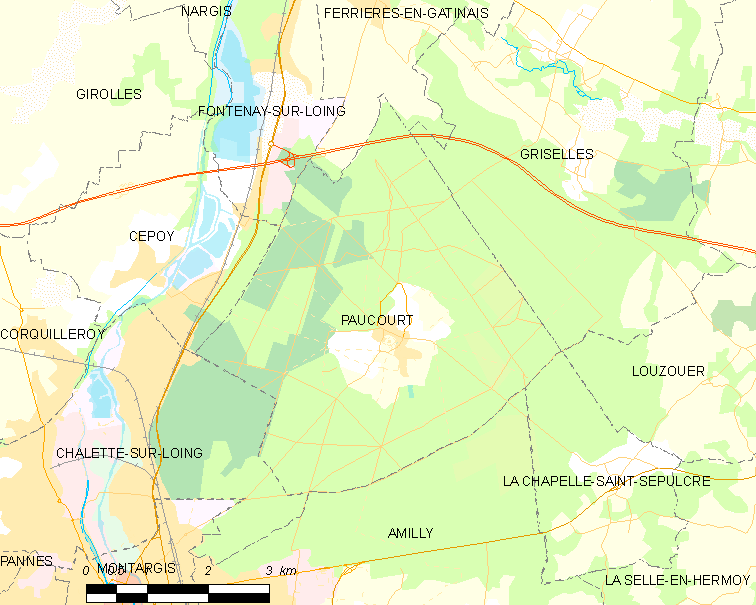
波库尔的OSM定位图

波库尔的时区为UTC+01:00、UTC+02:00（夏令时）。

## 行政
波库尔的邮政编码为45200，INSEE市镇编码为45249。

## 政治
波库尔所属的省级选区为卢万河畔沙莱特县。

## 人口

1962-2008年间波库尔人口变化图示

波库尔于2022年1月1日时的人口数量为920人。